# Тептюків
Тептюків, давніше Тептюхів (пол. Teptiuków) — село в Польщі, у гміні Грубешів Грубешівського повіту Люблінського воєводства. Населення — 355 осіб (2011).
Розташоване на Закерзонні (в історичній Холмщині).

## Історія
За даними етнографічної експедиції 1869—1870 років під керівництвом Павла Чубинського, у селі проживали греко-католики, які розмовляли українською мовою.
У 1975—1998 роках село належало до Замойського воєводства.

## Демографія
Демографічна структура станом на 31 березня 2011 року:
|          | Загалом | Допрацездатний вік | Працездатний вік | Постпрацездатний вік |
| -------- | ------- | ------------------ | ---------------- | -------------------- |
| Чоловіки | 172     | 37                 | 118              | 17                   |
| Жінки    | 183     | 33                 | 113              | 37                   |
| Разом    | 355     | 70                 | 231              | 54                   |